# Сьорд Сьордсма
Сьорд Вімер Сьордсма (нід. Sjoerd Wiemer Sjoerdsma; 10 липня 1981, Ейндховен) — нідерландський дипломат та політик від партії Демократи 66. Член Палати представників Нідерландів з 20 вересня 2012 року.

## Життєпис
Народився 10 липня 1981 року в Ейндховені. Вивчав соціологію в Утрехтському університеті, а потім теорію та історію міжнародних відносин у Лондонській школі економіки та політичних наук. Після цього він став співробітником Міністерства закордонних справ, де входив до складу офіційної переговорної групи з перегляду Договору про Бенілюкс. Він також працював у посольстві в Кабулі, де допомагав згортати військову місію в Урузгані та розбудовувати поліцейську тренувальну місію в Кундузі. Потім він провів рік у представництві Нідерландів при Палестинській національній адміністрації у Східному Єрусалимі.
На парламентських виборах 2012 року був обраний до парламенту Нідерландів. Під час своєї першої парламентської каденції він виступав з питань закордонних справ, співробітництва у сфері розвитку, а пізніше, під час сирійської кризи, також з питань притулку та інтеграції. Тут він виступав проти проведення Року Нідерландів в Росії та разом з Пітером Омтцігтом проводив кампанію за кращий контроль над наслідками авіакатастрофи MH17. Під час своєї другої парламентської каденції він виступав з питань економіки та емансипації на додаток до закордонних справ. Його робота над останнім призвела до перегляду канону, який включав більш помітну увагу до історичної ролі жінок. У своєму третьому і нинішньому парламентському терміні він виступає з питань європейських справ та ЗМІ, на додаток до питань закордонних справ.
На виборах до Палати представників 2017 року, муніципальних виборах 2018 року, виборах до Сенату 2019 року, виборах до Палати представників 2021 року та муніципальних виборах 2022 року він був лідером виборчої кампанії партії D66. У 2022 році подав у відставку з посади керівника кампанії.
У 2020 році Сьордсма пілотував Закон про надзвичайний стан у зв'язку з Brexit через нижню та верхню палати парламенту. Цей закон дозволив громадянам Нідерландів, які перебувають у Великій Британії, отримати британське громадянство, не відмовляючись від свого голландського громадянства. Він також є автором ініціативного законопроєкту, що дозволяє громадянам Нідерландів мати декілька громадянств за кордоном.
Сьордсма проводив у Палаті представників кампанію проти порушень прав людини в КНР та Росії. 22 березня 2021 року Європейський Союз запровадив санкції проти конкретних китайських чиновників. У відповідь Китай також запровадив санкції проти європейських чиновників, включаючи Сьордсма. Росія також внесла Сьордсма до чорного списку, імовірно, через його роботу в якості ініціатора європейського «Акту Магнітського». За останню ініціативу він та його колега Пітер Омтцігт отримали правозахисну премію імені Магнітського.
Влітку 2021 року Палата представників прийняла його пропозицію, згідно з якою всі громадяни Нідерландів отримали безкоштовний коронограф, дійсний для закордонних поїздок. На початку 2022 року Палата представників ухвалила пропозицію Сьордсма, яка закликає уряд збільшити витрати на оборону до 2 % ВВП, відповідно до амбіцій країн-членів НАТО.
Підтримує створення спеціального міжнародного трибуналу в Гаазі для розгляду справи про агресію росії проти України та притягнення путіна[уточнити] до відповідальності.